# Marciîhîna Buda, Iampil
Marciîhîna Buda (în ucraineană Марчихина Буда) este localitatea de reședință a comunei Marciîhîna Buda din raionul Iampil, regiunea Sumî, Ucraina.

## Demografie
Componența lingvistică a localității Marciîhîna Buda
     Ucraineană (96,3%)
     Rusă (3,36%)
     Alte limbi (0,26%)
Conform recensământului din 2001, majoritatea populației localității Marciîhîna Buda era vorbitoare de ucraineană (96,3%), existând în minoritate și vorbitori de rusă (3,36%).